# گی ژیل
گی ژیل (فرانسوی: Guy Gilles‎؛ ۲۵ اوت ۱۹۳۸ – ۳ فوریهٔ ۱۹۹۶) کارگردان فیلم اهل فرانسه بود.
از فیلم‌هایش می‌توان عشق در دریا را نام برد.